# コートジボワールの国旗
コートジボワールの国旗（コートジボワールのこっき）は、独立直前の1959年に採用された。三色旗であり、同じくフランスの植民地であったニジェールの国旗と使用色が類似している。このほか、アイルランドと左右逆のデザインとなる。
オレンジ色は国土の北半分のサバンナであり、豊穣の台地を意味する。白は平和、緑は国土の南半分の森林であり、希望を意味している。

?フランス時代の旗

## 類似の意匠

アイルランドの国旗
イタリアの国旗
イランの国旗
インドの国旗
クルディスタンの旗
コートジボワールの国旗
タジキスタンの国旗
ドイツノルトライン＝ヴェストファーレン州の旗
ニジェールの国旗
ハンガリーの国旗
ブルガリアの国旗
メキシコの国旗